# 《東離劍遊紀》各集列表
《Thunderbolt Fantasy 東離劍遊紀》，簡稱《東離劍遊紀》，是一部由臺灣霹靂布袋戲首次與日本跨界合作的奇幻武俠布袋戲系列電視劇之特攝作品，一共為全四季，以及三部的劇場版。劇本由日本編劇虛淵玄撰寫，其將劇本主題設定為第1季「天刑劍」、第2季「魔劍目錄」，第3季加入「時空」設定打亂時間軸讓故事增加變化、第4季「魔界」融入更多時空的隱喻。劇場版第1部《Thunderbolt Fantasy 生死一劍》與第2部《Thunderbolt Fantasy 西幽玹歌》分別為第1季的外傳，以及「浪巫謠」的外傳，第3部劇場版《Thunderbolt Fantasy 東離劍遊紀 最終章》主要解答全四季以來的所有伏筆。此列表為《東離劍遊紀》的故事情節與電視劇各集列表。

## 故事情節

### 第1季
背景
在魔界大軍與人界的「窮暮之戰」中，為了對付魔界大軍，人類鍛造出名為「神誨魔械」的各式兵器。戰後，這批兵器交由負責看守神誨魔械的護印師一族看守，其中最強兵器「天刑劍」分劍刃、劍柄和劍鍔三部份，劍刃奉祀於鍛劍祠，而劍柄和劍鍔分別由丹衡、丹翡兄妹守護。嗜於收藏寶劍的蔑天骸將丹衡殺害並奪取劍柄。
正片
殤不患向路旁佛像借傘並遇見凜雪鴉，他表示取走神佛之物需報還一傘之恩才是仁義。殤不患答應會協助所遇的第一人。之後、他與遭蔑天骸屬下追殺的丹翡相遇，便允諾助她取回劍柄。為攻入蔑天骸的根據地七罪塔，凜雪鴉召來狩雲霄、刑亥、捲殘雲以及持有「迴靈笛」的殺無生加入隊伍。
一行人來到七罪塔前的迷宮，丹翡連同殤不患一起遭到凜雪鴉背叛，被蔑天骸押入大牢。在得知凜雪鴉為盜賊後，殤不患破牢而出，並得知劍鍔藏於他處。捲殘雲發現狩雲霄的目的乃丹翡手中的劍鍔，並因此與他決裂，但卻遭狩雲霄和刑亥追殺。蔑天骸喚醒被封於天刑劍下的魔神「妖荼黎」。
取劍不成的凜雪鴉與蔑天骸廝殺，並將其擊敗，之後天刑劍被破壞而蔑天骸自盡。為阻止肆虐的妖荼黎，殤不患取出「劫荒劍」將其封印。殤不患將此劍交給丹翡與捲殘雲守護後，便繼續踏上旅途。見風雨之大、撐傘如同虛設，便將傘隨意一扔，被風吹到佛像之旁，報還了一傘之恩。

### Thunderbolt Fantasy 生死一劍
殺無生篇
仇家眾多的凜雪鴉，為了排除麻煩而雇傭了著名殺手—殺無生作為保鑣。他眼見殺無生的名聲太差，因而鼓勵他向正道而行，首先第一步就是要參加武林中著名的「劍聖會」。
劍聖會乃是多名劍客相互車輪戰，最終優勝者可取得「劍聖」稱號。目前的劍聖鐵笛仙已蟬聯劍聖寶座數十年，始終無人能將之擊敗。而鐵笛仙曾經是殺無生的師父。凜雪鴉要殺無生盡力取勝並奪得劍聖的名號，從此以正派之姿在江湖上立足。在他的激勵之下，殺無生也逐漸改變想法，期望能有機會重獲新生。
然而在比賽進行到一半，突然出現一名戴著面具的神祕弓箭手，冷不防以弓箭射傷或射殺了大部分參賽者。弓箭手逃逸無蹤後大會繼續進行，當殺無生一路順利獲勝之時，發現自己已不知不覺落入了一個巨大的陷阱之中。
殤不患篇
先前的事件結束後某一天，殤不患來到一間居酒屋休息，突然有一男子闖入並自稱正是最強劍客殤不患，有意白吃白喝，讓店主感到為難。出於好奇，殤不患過去向冒牌貨攀談，該冒牌貨於是開始侃侃而談，虛構了自己救助護印師丹翡，並且招集狩雲霄、刑亥、殺無生三名同伴一起上七罪塔，先後消滅殘凶、獵魅、凋命三名手下，並且和首領蔑天骸決戰並獲勝的故事。
殤不患耐著性子聽冒牌貨說完，向他叮囑玄鬼宗的殘黨可能還潛伏在各地，要他注意後便自行離去。過不久玄鬼宗果然找上門，冒牌貨急忙逃跑，被追上以後殤不患突然現身搭救。冒牌貨因而大感慚愧，向殤不患承認自己原本也只是玄鬼宗底下的小兵之一，從玄鬼宗逃走以後聽說了殤不患的事蹟，於是便將故事拿過來用以建構一個全新的自我。在殤不患表明不會追究此事以後，冒牌貨感激之餘也發誓將洗心革面。
在劇末，西幽的正邪兩道已追查到殤不患的蹤跡，準備穿越鬼沒之地前來追殺殤不患。

### Thunderbolt Fantasy 西幽玹歌
生來便懷有異能歌聲的少年—浪巫謠，自小便跟隱居於雪山的盲眼母親—咒旬瘖身邊，接受經年累月的苛刻訓練。母親懷著野心，想將兒子的歌聲鍛鍊成天下無雙，然後送入宮廷。然而過於苛刻的訓練卻招致了不幸的事故，母親在浪巫謠眼前斷送了性命，留下一把會說話的琵琶「聆牙」。失去了母親的浪巫謠成了流浪之身。但他的異能卻總被無情的人們利用，成為他們滿足慾望的道具，漸漸消磨著少年的心靈。唯一的心靈寄託只有在夜晚涼亭下偶遇的睦天命。
浪巫謠罕見的歌聲終於吸引到了西幽皇女—嘲風，因而得到了過去母親所夢想的飛黃騰達。但是等待著他的，卻是成為執政者玩物、賭上性命與其他樂師進行演奏競賽的殘忍遊戲。就在某一天，浪巫謠聽聞有一名在西幽各地蒐魔劍，惡名昭彰的大罪人「啖劍太歲」，即殤不患。過了不久殤不患闖入皇宮，並向浪巫謠解釋魔劍的力量以及用其為惡造成的傷害。之後，殤不患奪走皇族收藏的聖劍後，夥同浪巫謠、睦天命逃跑。之後捕快—嘯狂狷受皇女命令，追查魔劍下落並搶回浪巫謠，他找到殤不患等人的根據地，眾人在寡不敵眾的情況下陷入劣勢。此時浪巫謠出面拯救，下定決心帶領眾人突破危機，此後三人共同踏上旅程。

### 第2季
身懷足以引發災難的秘寶「魔劍目錄」，流浪劍士—殤不患自西幽輾轉來到東離。在丹翡的引薦下，殤不患將魔劍目錄託付給仙鎮城城主—伯陽侯保管，原以為能暫得安寧。然而，殤不患曾經的夥伴，吟遊詩人—浪巫謠現身告知他神蝗盟的禍世螟蝗已得知魔劍目錄的下落，並派出手下蠍瓔珞準備奪取魔劍目錄，而來自西幽的捕快—嘯狂狷也察覺殤不患的蹤跡，緊追不捨。
返回仙鎮城時，殤不患遇到蠍瓔珞、嘯狂狷而展開戰鬥，其被蠍瓔珞奪走二把魔劍「喪月之夜」和「七殺天凌」，並被蠍瓔珞的劇毒之爪攻擊而中毒陷入困境中。突然現身的凜雪鴉提到龍角是最適合調製解藥的原料，他與浪巫謠前往龍所棲息的鬼歿之地，並砍下龍角製成解藥。服下解藥的殤不患恢復生氣開始反擊，浪巫謠將蠍瓔珞擊傷，而喪月之夜落入嘯狂狷手中。
負傷的蠍瓔珞被持有的七殺天凌取走性命，下一位新主人諦空與七殺天凌相遇之後，將其作為武器，並視為人生意義稱為公主，便還俗並恢復俗名「婁震戒」。七殺天凌為渴求更多鮮血，對婁震戒施以蠱惑般的撩撥，他為了稱頌七殺天凌的美，進而刺殺嘯狂狷、破壞神誨魔械、將仙鎮城逼至頹敗之地。殤不患為了阻止婁震戒的大肆殺戮與破壞，與其在七罪塔所在地的魔脊山上展開激烈的對決，最終婁震戒與七殺天凌一同墜落到魔脊山谷底。

### 第3季
婁震戒和魔劍七殺天凌墜落魔脊山谷後，凜雪鴉、殤不患、浪巫謠與捲殘雲在尋找他們的行蹤時，卻誤入被魔族刑亥改建成連結到魔界的異空間魔宮殿「無界閣」。墜落谷底且進入異世界的婁震戒在找尋七殺天凌的途中，在時空隙縫遇到鬼奪天工，其替婁震戒治療傷勢和安裝義肢手臂。刑亥和西幽的邪教門派神蝗盟的異飄渺察覺到殤不患等人進入無界閣且迷失其中；便動身前往迎頭痛擊。戰鬥中，凜雪鴉、殤不患、浪巫謠、捲殘雲被魔性之鏡「逢魔漏」送往異世界，在穿越異世界的期間，浪巫謠看到其母親的過去，而發現自己的身世之秘。之後眾人找到返回原本世界的出口，竟然是通往西幽宮，使得浪巫謠意外與皇女嘲風重逢，在愛恨強烈交織下，嘲風砍向浪巫謠使其重傷。
在西幽宮中，眾人被逼入絕境時，遇到西幽將軍—萬軍破解圍。但沒料到萬軍破也是神蝗盟的成員之一，他要求殤不患交出魔劍目錄，被拒絕後而引起大戰。交戰期間婁震戒突然現身在西幽宮，眾人趁亂逃出而走散。受重傷的浪巫謠逃離險境後，捲殘雲前往天工詭匠住處取得靈藥時，遇見殤不患在西幽的同伴「睦天命」。捲殘雲以靈藥治療好浪巫謠後，便問起睦天命之事，殤不患便講述起：「過去他和浪巫謠曾與睦天命攜手對戰禍世螟蝗，睦天命便是在那場戰役中身負重傷而失明，後與天工詭匠一起隱居。」因此殤不患不想再讓兩人再次陷入危險之中，便隻身帶著魔劍目錄離開西幽。
刑亥在無界閣發現丟失的七殺天凌，與其交流後發現七殺天凌竟是她的舊識「照君臨」。七殺天凌與刑亥聯手，尋求在魔界的舊識阿爾貝盧法協助復活照君臨。在逢魔漏獲得回溯時間的功能後，成功復活兩百年前被消滅的照君臨。浪巫謠、丹翡、捲殘雲等人，以及西幽皇軍、神蝗盟士兵一同對抗復活的照君臨、阿爾貝盧法派出的魔界軍隊。最終萬軍破改邪歸正以灼晶劍幫助殤不患成功對抗照君臨而喪命。

### 第4季
殤不患藉由「萬世神伏」的威力，讓刑亥的野心隨著無界閣一同埋葬入地底深處。然而，自崩落土石中逃脫出的一行人裡，卻少了浪巫謠的身影。浪巫謠為了向母親的仇人、同時亦是自己生父的阿爾貝盧法復仇，跟隨刑亥一同踏入魔界。魔界裡，「魔宮貴族」間出現了內鬥的跡象，就連禍世螟蝗也派出麾下法師霸王玉及花無蹤前往魔界建立進攻據點，因受到易容成異飄渺的凜雪鴉挑撥離間，借計謀刺殺了魔界貴族烏蕾娜和佩雷斯，之後兩人為了擊敗芙爾雷伊而重傷退場。在魔宮會議上，阿爾貝盧法向「魔王」提出再次發動窮暮之戰，將魔神送往人界的意圖。
浪巫謠受到阿爾貝盧法的教唆，他與魔界獸物展開死鬥以及擊敗魔界貴族迦麗，促使其體內的魔族因子覺醒。隨後，浪巫謠因魔界貴族安索亞特的慫恿，其接受操縱夢境的術法進化，並於夢境中誤殺魔界貴族休德里安，而覺醒成為魔族之身。浪巫謠的武器聆牙受到魔界靈氣的影響，而完全覺醒成為人形「裂魔弦」，以自身作為武器應戰保護身處夢境中的浪巫謠。另一方面，丹翡與捲殘雲邀請殤不患一同前往隔絕西幽、東離兩地的鬼歿之地找尋最後一把神誨魔械「芙蓉慧刀」的下落。捲殘雲按照殤不患的請託，獨自留在山洞中訓練穿越時空而來的「任少游」。殤不患下到鬼歿之地的深谷中，巧遇因鬼奪天工的邪術，而誤入魔界的睦天命與天工詭匠，憑藉著睦天命的直覺於一座石造祠堂中發現芙蓉慧刀。
凜雪鴉易容成異飄渺潛入神蝗盟，因行事與異飄渺極度不同被禍世螟蝗揭穿，並邀請他加入麾下作為隨扈。禍世螟蝗在阿爾貝盧法的引見之下，與魔界魔王「阿契努斯」見面時，易容的凜雪鴉竟發現自身容貌與魔王如出一轍，因此推測出其為魔王的「分靈體」之事實。在劇末，殤不患將守護人界的重任託付給丹翡等人，再度為了身陷絕境的浪巫謠前往魔界。凜雪鴉找到新目標，開始佈下策略的羅網。

### Thunderbolt Fantasy 東離劍遊紀 最終章
凜雪鴉、殤不患與裂魔弦聯手，成功擊敗魔神化的刑亥之後，三人隨即進入魔王城準備營救深陷無盡夢魘折磨的浪巫謠。魔王阿努契斯以繭化的浪巫謠和4枚魔宮印章為「魔王城」提供能量，待魔王城上升到人界後，魔王發動第二次「窮暮之戰」，魔界軍試圖燒盡人間，而西幽、東離軍隊在護印師率領下於鬼歿之地隘口迎擊。
無法放棄浪巫謠的嘲風，也在禍世螟蝗的開示下化名為「葬心嬌」，並成為神蝗盟法師再度踏入魔界。葬心嬌進入魔王城找到浪巫謠，與阿爾貝盧法發生激戰，裂魔弦幫助葬心嬌進入浪巫謠內心世界，拯救被嚴寒冰封的童年浪巫謠後傷重不治。浪巫謠恢復原狀，並與裂魔弦聯手誅殺父親阿爾貝盧法。最終殤不患破壞魔王城動力後，與浪巫謠、裂魔弦等眾人將魔界軍打敗。
禍世螟蝗眼見魔界敗勢盡現，將護印師所持有的22把聖劍吸收，化身成「劍之巨人」。睦天命將發現的芙蓉慧刀交給殤不患，其將天際劃開裂痕召喚「白蓮」接手芙蓉慧刀，並將禍世螟蝗帶往中原使其失去一切。另一方面，遇到魔王阿契努斯的凜雪鴉與其展開決鬥，最終凜雪鴉以偷走的「喪月之夜」控制魔王，便成為魔界之王引誘殤不患回到魔界。在劇末，窮暮之戰告終，一切重歸平靜。在因緣際會下，丹翡與捲殘雲從商人送來的髮飾中，發現了與殤不患的關聯性，他們推測，殤不患其實是來自未來的「時空旅人」，而他的父母正是浪巫謠與睦天命。

## 電視劇各集列表
| 話數   | 中文標題       | 日文標題 | 首播日期       |
| 第1季  | 第1季          | 第1季    | 第1季          |
| ------ | -------------- | -------- | -------------- |
| 第1話  | 一傘之恩       |          | 2016年7月8日   |
| 第2話  | 玄鬼宗伏襲     |          | 2016年7月15日  |
| 第3話  | 夜魔魅影       |          | 2016年7月22日  |
| 第4話  | 迴靈笛         |          | 2016年7月29日  |
| 第5話  | 劍鬼殺無生     |          | 2016年8月5日   |
| 第6話  | 七人同舟       |          | 2016年8月12日  |
| 第7話  | 魔脊山         |          | 2016年8月19日  |
| 第8話  | 掠風竊塵       |          | 2016年8月26日  |
| 第9話  | 劍之神髓       |          | 2016年9月2日   |
| 第10話 | 盜者之傲       |          | 2016年9月9日   |
| 第11話 | 傲骨           |          | 2016年9月16日  |
| 第12話 | 不刃之鋒       |          | 2016年9月23日  |
| 第13話 | 使命重啟       |          | 2016年9月30日  |
| 第2季  |                |          |                |
| 第1話  | 仙鎮城         |          | 2018年10月1日  |
| 第2話  | 被奪走的魔劍   |          | 2018年10月8日  |
| 第3話  | 蝕心毒姬       |          | 2018年10月15日 |
| 第4話  | 親近敵人       |          | 2018年10月22日 |
| 第5話  | 業火之谷       |          | 2018年10月22日 |
| 第6話  | 毒姬的驕傲     |          | 2018年11月5日  |
| 第7話  | 妖姬耳語       |          | 2018年11月12日 |
| 第8話  | 弦歌斷邪       |          | 2018年11月19日 |
| 第9話  | 強者之道       |          | 2018年11月26日 |
| 第10話 | 魔劍，聖劍     |          | 2018年12月3日  |
| 第11話 | 惡之尊嚴       |          | 2018年12月10日 |
| 第12話 | 追命靈狐       |          | 2018年12月17日 |
| 第13話 | 鮮血戀歌       |          | 2018年12月24日 |
| 第3季  |                |          |                |
| 第1話  | 無界閣         |          | 2021年4月3日   |
| 第2話  | 魔境漂流       |          | 2021年4月10日  |
| 第3話  | 為愛執迷的皇女 |          | 2021年4月17日  |
| 第4話  | 魔劍下落       |          | 2021年4月24日  |
| 第5話  | 妖姬傳說       |          | 2021年5月1日   |
| 第6話  | 禍世螟蝗       |          | 2021年5月8日   |
| 第7話  | 魔界伯爵       |          | 2021年5月15日  |
| 第8話  | 陰謀詭計       |          | 2021年5月22日  |
| 第9話  | 穿梭時空之魔   |          | 2021年5月29日  |
| 第10話 | 聖劍之秘       |          | 2021年6月5日   |
| 第11話 | 遙遠的歌聲     |          | 2021年6月12日  |
| 第12話 | 烈士再起       |          | 2021年6月19日  |
| 第13話 | 照君臨         |          | 2021年6月26日  |
| 第4季  |                |          |                |
| 第1話  | 回歸故里       |          | 2024年10月5日  |
| 第2話  | 魔界盛宴       |          | 2024年10月12日 |
| 第3話  | 俠者決心       |          | 2024年10月19日 |
| 第4話  | 奇巧對決       |          | 2024年10月26日 |
| 第5話  | 魔宮貴族       |          | 2024年11月2日  |
| 第6話  | 謀略的漩渦     |          | 2024年11月9日  |
| 第7話  | 魔道終點       |          | 2024年11月16日 |
| 第8話  | 再會           |          | 2024年11月23日 |
| 第9話  | 覺醒           |          | 2024年11月30日 |
| 第10話 | 託付的心願     |          | 2024年12月7日  |
| 第11話 | 魔王的秘密     |          | 2024年12月14日 |
| 第12話 | 魔族尊嚴       |          | 2024年12月21日 |

## 外部連結
- 维基共享资源上的相關多媒體資源：《東離劍遊紀》各集列表
- 官方网站（繁體中文）（页面存档备份，存于）